# مغافونة (السوم)

تعديل مصدري - تعديل

مغافونة هي إحدى قرى عزلة السوم بمديرية السوم التابعة لمحافظة حضرموت، بلغ تعداد سكانها 121 نسمة حسب تعداد اليمن لعام 2004.